# Luis García Carmona
Luis Eduardo García Carmona (Guadalajara, Jalisco, 28 de septiembre de 1994) es un futbolista mexicano, juega como defensa y actualmente es Agente Libre.

## Estadísticas
Actualizado al último partido jugado el 15 de marzo de 2020.
| C. Tijuana · México                                     | 1ª            | 2012-13       | 0  | 0 | 2  | 0 | - | - | 2  | 0 |
| C. Tijuana · México                                     | 1ª            | 2014-15       | 0  | 0 | 9  | 0 | - | - | 9  | 0 |
| C. Tijuana · México                                     | Total club    | Total club    | 0  | 0 | 11 | 0 | 0 | 0 | 11 | 0 |
| Dorados de Sinaloa · México                             | 2ª            | 2013-14       | 0  | 0 | 1  | 0 | - | - | 1  | 0 |
| Dorados de Sinaloa · México                             | 2ª            | 2014          | 0  | 0 | 2  | 0 | - | - | 2  | 0 |
| Dorados de Sinaloa · México                             | 2ª            | C-2017        | 1  | 0 | 1  | 0 | - | - | 2  | 0 |
| Dorados de Sinaloa · México                             | 2ª            | A-2017        | 0  | 0 | 2  | 0 | - | - | 2  | 0 |
| Dorados de Sinaloa · México                             | Total club    | Total club    | 1  | 0 | 6  | 0 | 0 | 0 | 7  | 0 |
| Tuxtla FC · México                                      | 3ª            | C-2018        | 17 | 2 | -  | - | - | - | 17 | 2 |
| Tuxtla FC · México                                      | 3ª            | 2018          | 15 | 1 | -  | - | - | - | 15 | 1 |
| Tuxtla FC · México                                      | Total club    | Total club    | 32 | 3 | 0  | 0 | 0 | 0 | 32 | 3 |
| D. Coras · México                                       | 3ª            | 2018          | 13 | 0 | -  | - | - | - | 13 | 0 |
| D. Coras · México                                       | Total club    | Total club    | 13 | 0 | 0  | 0 | 0 | 0 | 13 | 0 |
| Alacranes · México                                      | 3ª            | 2019-20       | 23 | 2 | -  | - | - | - | 23 | 2 |
| Alacranes · México                                      | Total club    | Total club    | 23 | 2 | 0  | 0 | 0 | 0 | 23 | 2 |
| Total carrera                                           | Total carrera | Total carrera | 69 | 5 | 17 | 0 | 0 | 0 | 86 | 5 |
| (1)Incluye datos de la Copa México. (2)Incluye datos de |               |               |    |   |    |   |   |   |    |   |